# 東郭牙
東郭牙（？—？），春秋時期齊國大夫，擔任諫官。名相管仲對他有很好的評價。

## 評價
管仲：「犯君顏色，進諫必忠，不辟死亡，不撓富貴，臣不如東郭牙。」

## 逸聞
《呂氏春秋·重言》一書提到，東郭牙看到齊桓公「呿而不唫」（開口而不閉口），便知齊桓公在暗示「莒」字。透過古音的知識可知「莒」屬魚部，當時為/a/韻母，故發音時不閉口，與現代漢語的撮口音不同。